# Étienne de la Garde
Étienne de la Garde (XIV secolo – 19 maggio 1361) è stato un arcivescovo cattolico e cardinale francese.

## Biografia
Étienne de La Garde proveniva da una famiglia nobile di Saignes, nel Quercy. Era imparentato con papa Clemente VI e zio del suo successore, nella sede arcivescovile di Arles, Guglielmo de la Garde.
Papa Clemente VI lo nominò suo legato in Lombardia, in Romagna e nel regno di Napoli. Nominato vescovo di Lisbona nel 1344, nel 1348 lasciò la carica per acquisire quella di vescovo di Saintes e nel 1351 lasciò anche questa per diventare arcivescovo di Arles, carica che mantenne fino alla morte. Intanto, nel 1350 il papa lo aveva nominato cardinale. L'arcivescovo di Arles conservava il diritto di battere moneta nel principato di Mondragon. Nella sua veste di arcivescovo di Arles, scomunicò gli abitanti di Salon-de-Provence che avevano gettato il suo gran vicario dentro un forno ardente.